# 이드가르 페라
이드가르 페라(포르투갈어: Edgar Henrique Clemente Pêra 이드가르 엔히크 클레멘트 페라[*], 1960년 11월 19일–)는 포르투갈의 영화 감독이다.

## 작품 활동
- 1986년 《Os Musicais do Sudoeste》
- 1990년 《Arkivos Cinerock》
- 1990년 《Reproduta Interdita》
- 1991년 《Matadouro》
- 1991년 《카시아노의 도시》
- 1992년 《Guerra Ou Paz?》
- 1993년 《SWK4》
- 1993년 《노동해방?》
- 1994년 《탈출 안내서》
- 1995년 《O Mundo Desbotado》
- 1995년 《Visões! Equações! Radiações!》
- 1996년 《리얼리티 터널》
- 1996년 《A Konspyração dus Mil Tympanus》
- 1996년 《O Dia do Músiko》
- 1998년 《Portugal Ilimitado》
- 1998년 《카메라 - 인간의 불운》
- 1999년 《Eskynas Agudas》
- 2000년 《4월 25일 - 민주주의를 위한 모험》
- 2000년 《Lisboa Boa 345DT》
- 2000년 《Lisboa 345 D.T. - A Nova Lisboa 345 Anos Depois do Terramoto》
- 2000년 《Komédia Off》
- 2000년 《Korações de Atum》
- 2001년 《자넬라》
- 2001년 《O Homem-Teatro》
- 2001년 《8 8》
- 2002년 《Para a Frente e para Trás》
- 2002년 《Fiquem Com a Cultura, Que Eu Fico Com o Brasil》
- 2003년 《Guitarra Com Pessoas Lá Dentro》
- 2004년 《우리의 신념》
- 2004년 《Os Homens-Toupeira》
- 2004년 《Sudwestern》
- 2004년 《Planeland 4》
- 2005년 《Stadium》
- 2005년 《A Casa Vermelha》
- 2006년 《Impending Doom》
- 2006년 《카를로스 파레데스에 대한 헌정》
- 2007년 《Arquitectura de Peso》
- 2007년 《Rio Turvo》
- 2009년 《Crime, Abismo Azul, Remorso Físico》
- 2009년 《Avant La Corrida》
- 2010년 《Punk is not Daddy - Arquivos do Fim de Século》
- 2010년 《남작》
- 2011년 《Um Filme Extraordinário》
- 2011년 《Horror no Bairro Vermelho (prólogo documental)》
- 2012년 《어차피》
- 2012년 《Naked Mind Projekt》
- 2012년 《Visões de Madredeus》
- 2013년 영화 《3X3D》의 〈시네사피엔스〉
- 2014년 《Lisbon Revisited》
- 2014년 《Lisboa Verde》
- 2014년 《Virados do Avesso》
- 2015년 《A Caverna》
- 2016년 《경이에 빠진 관객》